# Onthophagus tauroides
Onthophagus tauroides es una especie de insecto del género Onthophagus, familia Scarabaeidae, orden Coleoptera.
Fue descrita científicamente por Gillet en 1930.